# المسؤوليات الاقتصادية للصين تجاه التغير المناخي
سواءً على النطاق الدولي أو على نطاق جمهورية الصين الشعبية، لا يزال هناك نقاش مطروح حول المسؤوليات اللي تتحملها الصين، منذ عام 2006 على وجه الخصوص عندما تجاوزت الصين الولايات المتحدة لتصبح المسؤول الأكبر عن انبعاثات أكثر الغازات الدفيئة المسببة للاحتباس الحراري، وهو ثاني أكسيد الكربون.

## الحجج المؤيدة والمعارضة
يستند الخبراء الذين يشيرون إلى أنه يجب على الصين إنفاق مبالغ أكبر في سبيل تخفيف نسبة الانبعاثات إلى إجمالي انبعاثات الصين من الغازات الدفيئة والنقد الذي تتلقاه من مواطنيها ومن الدول المجاورة ومدى تأثير التلوث على الناتج الإجمالي المحلي وعدم وجود تشريعات صارمة تمتلك تأثيرًا وعدم الإحساس الكافي بالمسؤولية تجاه مشاكل التلوث ورفض الصين الالتزام بوضع حد أعلى للانبعاثات.
من ناحية أخرى، يؤكد الخبراء الذين يقولون بأنه لا يجب على الصين إنفاق المزيد من المبالغ بأن الدولة تفعل ما بوسعها في إطار مواردها المحدودة؛ إذ يشيرون إلى انخفاض نصيب الفرد من الانبعاثات والدور العالمي الذي تلعبه للتخفيف منها، ونجاحها في إبقاء زيادة الانبعاثات أقل من معدل زيادة الناتج الإجمالي المحلي، وأن جزءًا كبيرًا من تلك الانبعاثات تنتجها الشركات متعددة الجنسيات في الصين، والمعارضة من قبل المسؤولين الإقليمين والمحليين تجاه إقرار لوائح تهدف للمحافظة على البيئة، والفترة الزمنية القصيرة التي بدأت فيها الصين بطرح تلك الانبعاثات مقارنة ب200 عام من انبعاثات الدول الصناعية، والنفاق المتعلق بانتقاد الصين لمحاولتها اللحق بركب الغرب عبر تطبيق نفس الممارسات المُنتجة لتلك الانبعاثات التي طورها الغرب في الأساس.

## الحجج المؤيدة: على الصين إنفاق المزيد من مواردها

### أعلى معدل للانبعاثات
عام 2006، تجاوزت الصين (إضافة إلى تايوان) أمريكا في معدل انبعاث غاز ثاني أكسيد الكربون بفارق 8%، تبعًا للوكالة الهولندية للتقدير البيئي. مقارنة بالسنة السابقة، زاد إجمالي انبعاثات الصين من غاز ثاني أكسيد الكربون ب9% (نحو 6.2 مليار طن من الغاز)، بينما انخفضت انبعاثات الولايات المتحدة الأمريكية ب1.4% (نحو 5.8 مليار طن) مقارنة بالسنة الماضية. يتجه الارتفاع المتزايد في انبعاثات الصين لغاز ثاني أكسيد الكربون نحو من 50 إلى 100% أعلى من الانبعاث العالمي الكلي له بعد 20 سنة من الآن. يحذر العلماء بأنه إذا استمرت الصين بزيادة الناتج الإجمالي المحلي لها بمعدل 7% كل عام، فإنها ستصدر من غاز ثاني أكسيد الكربون في السنة الواحدة قدر ما أنتجه العالم بأكمله عام 2007، أي بنحو 8 غيغا طن في السنة.

### الدول النامية الأخرى في خطر
ترى الدول الجزرية النامية الصغيرة بأن الصين وبرفقتها الدول المتطورة يتحملون المسؤولية تجاه تقليل الانبعاثات، خصوصًا بأن بأن الدول الجزرية الصغيرة النامية -وليست الصين- هم من يتحملون عواقب التغير المناخي. هم يدركون بأن أفقر دول العالم هي أكثر من سيعاني على المدى الطويل.

### المعارضة الداخلية في الصين
هنالك ضغط على الحكومة الصينية من داخل الصين أيضًا. «ازدادت شكاوى المواطنين حول موضوع البيئة سواء على الخط الساخن أو الرسائل الموجهة إلى المسؤولين المحليين بمعدل 30% في عام 2006» وكان من المتوقع وصولها إلى 450 ألف عام 2007. منذ تقديمهم لأول بيان مشترك حول بروتوكول كيوتو المقام في بالي عام 2007، بذلت المنظمات الصينية غير الحكومية بالتعاون مع المنظمات غير الحكومية العالمية جهودًا أكبر في سبيل تخفيف التغير المناخي في الصين. لكن على الرغم من ذلك، يبقى نشاط المنظامت غير الحكومية مقيدًا بضوابط تفرضها الحكومة.

### حصيلة الناتج الإجمالي المحلي
ركز مشروع التدقيق المالي الفدرالي «الناتج الإجمالي المحلي الأخضر» حول الخسائر الاقتصادية الناتجة عن التلوث. بدأ المشروع عام 2004 في سبيل تحديد العوامل الخارجية المسببة للتكاليف البيئية غير المتوقعة، حالًا ما أصدر المشروع نتائجة التي كانت أسوأ بكثير من المتوقع، مما دفع البرنامج للتوقف عام 2007.

### انخفاض غرامات مخالفة لوائح التخفيف من الانبعاثات
تتجه الشركات التي توضع أمام إحدى الخيارين، إما بدفع غرامة مالية لقاء طرح المخلفات في الأنهار ونشر التلوث أو دفع عشر أضعاف ذلك المبلغ في سبيل معالجة المخلفات قبل التخلص منها إلى دفع الغرامة المالية والاستمرار في التلوث. يشتكي المسؤولون الإقليميون بأن الغرامات المالية أقل بكثير من أن تفرض إقرار اللوائح الفدرالية.

### ضعف دور الحكومة
المشكلة في عدم كفاية تأثير الغرامات مترافقة مع ضعف التشريعات الحكومية المتعلقة بانبعاثات غاز ثاني أكسيد الكربون. على سبيل المثال، تقع مشكلة تلوث الماء على عاتق وزارة البيئة الصينية، إلا أن المياه بحد ذاتها بوظيفتها وموقعها، قابعة تحت سيطرة ثلاثة هيئات: وزارة الإسكان والتنمية (لتعاملها مع تمديدات المياه) ووزارة الأراضي والموارد (لتحكمها في المياه الجوفية) ووزارة الموارد المائية (التي تدير موضوع المياه بشكل عام).
في الواقع، يكلف الضرر البيئي اقتصاد الصين بنحو ما يقارب 10% من الناتج المحلي الإجمال، على الرغم من الملايين المستثمرة في الصين من قبل الشركات الأجنبية في سبيل مشاريع تخفيض انبعاثات الغازات الدفيئة تحت آلية التنمية النظيفة.

### رفض الصين وضع حد أعلى لانبعاثات غاز ثاني أكسيد الكربون
أخيرًا، على الرغم من تفوق الصين على الولايات المتحدة عبر توقيعها على بروتوكول كيوتو (في حين عدم توقيع الولايات المتحدة)، وقعت الصين تحت الاتفاق بعدم التزام الدول النامية بتخفيض انبعاثاتها.

## الحجج المعارضة: على الصين عدم إنفاق المزيد المزيد من موارها

### النطاق الواسع الذي تلعبه الصين في تخفيف الانبعاثات
عام 2008، كان نصيب الفرد من انبعاثات غاز ثاني أكسيد الكربون هو ربع ما عليه في الولايات المتحدة. بالرغم من استمرار الصين في بناء محطات لتوليد الطاقة تعتمد على الفحم وتصدر كميات هائلة من الغازات، إلا أن معدل التطور في مجال الطاقة المتجددة لديها أسرع.
يوجد اهتمام كبير تجاه الطاقة الشمسية في الصين. إن حصة السوق العالمي من مصنعي وحدات توليد الطاقة الشمسية نمت من معدل يقارب 1% عام 2003 إلى 18% عام 2007، واحد من أكبر مصنعي تلك الأجهزة هي الشركة الصينية «سن تيك». على الرغم من كون الغالبية العظمى من وحدات الطاقة الشمسية معدّة للتصدير، تتجه الخطط نحو زيادة الاعاتماد على الطاقة الشمسية لتوليد ما لا يقل عن 1800 ميغا واط بحلول عام 2020. يرجح بعض الخبراء بأن تلك الخطط ستقوم بأكثر من واجبها لتوفر ما يقدر ب10 آلاف ميغا واط عام 2020.
نظرًا للطلب المتزايد على الطاقة الكهرباء المولدة من وحدات توليد الطاقة الشمسية، دخلت العديد من الشركات مثل أليو يولار وغلوبال سولار وأنويل وسي إم سي ماغنيتك إلى هذا السوق مع توقع انخفاض تكاليف وحدات توليد الطاقة الشمسية.
تستخدم سخانات الطاقة الشمسية على نطاق واسع في الصين
وصلت الصين إلى في مشروعها لإعادة التشجير المعروف باسم «سور الصين الأخضر» إلى ما يزيد عن 36 ألف كيلومتر مربع، مما قد يجعله المشروع البيئي الأكبر في التاربخ؛ من المتوقع الانتهاء منه بحلول عام 2050 بكلفة 8 مليارات دولار. تمتلك الصين 5 مدن صديقة للبيئة قيد الإنشاء أو تم الانتهاء من بنائها. تملك العاصمة أيضًا أنظمة سير أكثر صرامة من تلك الموجودة في الولايات المتحدة.